# Kapitalselskab
Et kapitalselskab er en virksomhed, der udgør en selvstændig juridisk enhed, så virksomhedens ejere ikke hæfter for virksomhedens gæld. I Danmark er et kapitalselskab enten et aktieselskab (A/S) eller et anpartsselskab (ApS), og kapitalejerne er derfor enten aktionærer eller anpartshavere. Disse selskaber er især kendetegnet ved, at de er reguleret af selskabsloven (SL), og at kapitalejerne (investorerne) har begrænset hæftelse. Fælles for ejerne af disse kapitalselskaber er altså, at de ikke hæfter personligt for selskabets gæld og derfor normalt højst risikerer at tabe værdien af deres eget indskud i virksomheden.
De konkrete juridiske selskabsformer og afgrænsningerne mellem disse er forskellige fra land til land, men princippet om begrænset hæftelse ("limited liability") for nogle, men ikke alle typer virksomheder er globalt udbredt og et meget vigtigt princip i erhvervslivets og dermed den økonomiske historie i næsten alle lande. 
I Danmark har begrebet kapitalselskab haft en veldefineret juridisk betydning, siden selskabsloven blev vedtaget i 2009, men er også blevet brugt tidligere, ofte mere upræcist om forskellige former for selskaber.

## Baggrund: Begrænset hæftelse
Begrebet begrænset hæftelse hænger tæt sammen med fremkomsten af aktieselskaber, som er den typiske selskabsform med dette princip. Sammenslutninger af økonomiske interessenter som gilder, lav, partrederier o.l. har været kendt langt tilbage i tiden, i Danmark således i hvert fald siden 1200-tallet, men disse fungerede efter helt andre regler. Aktieselskabets historie fik sin spæde start i Genova i starten af 1400-tallet, men blev en mere kendt organiseringsform med dannelsen af flere nederlandske og engelske handelsselskaber i 1600-tallet. Verdens første egentlige aktieselskab regnes således ofte for at være Nederlandske Ostindiske Kompagni, grundlagt i 1602. Et aktieselskab er en effektiv måde at sprede risiko på, da mange investorer tilsammen kan iværksætte en meget stor investering, samtidig med at de hver især kun indskyder (og dermed risikerer) et mindre beløb. Det Nederlandske Ostindiske Kompagni viste sig at være usædvanlig succesfuldt med hensyn til at akkumulere kapital og udgjorde derfor et gennembrud i fremkomsten af kapitalismen, der som produktionssystem for alvor begyndte at slå igennem i denne periode. I Danmark blev det første aktieselskab, Ostindisk Kompagni, stiftet i 1616 med det nederlandske selskab som forbillede.
Det blev imidlertid også klart, at aktieselskaber med begrænset hæftelse gav mulighed for svindel eller i hvert fald uhensigtsmæssig adfærd. Det skete ikke mindst efter skandalerne om den franske Mississippiboble og den engelske Sydhavsboble i begyndelsen af 1700-tallet. I England kunne sådanne selskaber derefter i en længere periode kun oprettes efter særlig tilladelse (kaldt "koncessionsprincippet"), mens "almindelige" private selskaber, der blev stiftet, måtte operere med solidarisk hæftelse blandt deltagerne. I 1800-tallet forlod briterne dog dette koncessionsprincip og overgik i stedet til et såkaldt "publicitetsprincip", hvor det afgørende blev en regulering, der kunne sikre, at aktieselskabernes økonomiske forhold og ledelsens baggrund skulle være offentligt kendte og tilgængelige for kreditorer og andre. Den samme udvikling fandt sted i Danmark, hvor selskaber uden personlig hæftelse ikke kunne stiftes uden kongeligt privilegium eller "oktroj" indtil 1810, hvor en ny forordning gjorde det lettere at stifte sådanne selskaber. Især fra 1840'erne begyndte der at blive stiftet flere aktieselskaber i Danmark. Det skete blandt andet på baggrund af en højesteretsdom fra 1827 (Sukkerfabrikken), der udtrykkelig anerkendte princippet om begrænset hæftelse. Det medvirkede til at gøre selskabsformen mere populær. Indtil 1857, hvor næringsfriheden i Danmark blev indført, krævede det dog fortsat et næringsbrev at stifte et selskab. Efter næringsfrihedens gennemførelse kom der i 1862 en firmalov, der efter engelsk forbillede krævede, at danske selskaber med begrænset hæftelse skulle registreres i et firmaregister med oplysninger om de særlige hæftelses- og ledelsesforhold i firmaet. Den første egentlige særskilte lovgivning om aktieselskaber i Danmark kom med aktieselskabsloven i 1917.
Anpartsselskaber som en selvstændig juridisk ejerform blev i Danmark først anerkendt fra 1974, hvor Danmark fik sin første lov om anpartsselskaber. Forbillederne var henholdsvis den tyske institution Gesellschaft mit beschränkter Haftung og den franske société à responsabilité limitée.

Spørgsmålet om den begrænsede hæftelse og den beslægtede tankegang om selskabet som en selvstændig "juridisk person" uafhængigt af dets ejere gav i store dele af 1700- og 1800-tallet anledning til både forvirring og heftig diskussion, indtil en klar forståelse og praksis efterhånden voksede frem.

## Kapitalselskaber i Danmark
Et kapitalselskab er siden selskabsloven fra 2009 et fælles begreb for aktieselskaber (A/S) og anpartsselskaber (ApS). (Tidligere har der i Danmark eksisteret andre former for kapitalselskaber, således iværksætterselskaber, IVS.) Disse selskaber anerkendes af retsordenen som juridiske personer, dvs. at de juridisk har retsevne, så de kan indgå aftaler, eje ejendom, købe og sælge ting samt sagsøge eller blive sagsøgt, og økonomisk har de deres egen formue, som oprindeligt er indbetalt af kapitalejerne, men som de ikke kan få igen, før alle selskabets kreditorer er betalt. Kapitalselskaber adskiller sig således fra personselskaber, der ikke anerkendes som juridiske personer. Personselskaber er i Danmark primært den selskabstype, der kaldes interessentskab (I/S), hvor alle ejerne hæfter personligt. Også kommanditselskaber regnes traditionelt til personselskaberne, da komplementaren i disse hæfter personligt, omend kommanditisterne har begrænset hæftelse. Derudover findes mange enkeltmandsvirksomheder, der ikke er en egentlig selskabsform, men især i nogle skatteretlige betragtninger alligevel rubriceres på linje med selskaber.
Selvom retsordenen anerkender kapitalselskaber som juridiske personer, er der dog tale om en fiktion. Man kan ikke berøre eller se selskabet; det eksisterer og agerer naturligvis kun i kraft af fysiske personer, som handler på dets vegne. Disse fysiske personer kaldes normalt selskabets ledere, og selskabsloven opstiller tre forskellige ledelsesorganer: bestyrelse, tilsynsråd og direktion, jf. SL § 111.

### Forskelle på aktieselskaber og anpartsselskaber
Selskabsloven omfatter både aktieselskaber og anpartsselskaber, men overordnet kan det bemærkes, at reguleringen af aktieselskaber er strengere end for anpartsselskaber; navnlig stilles der strengere krav til aktieselskabers kapital. Det skyldes påvirkningen fra EU-retten, navnlig Selskabsdirektivet (2017/1132/EU). Forskellen begrundes med, at aktieselskabet normalt bruges til store virksomheder med mange og måske varierende investorer, mens anpartsselskabet normalt bruges af små virksomheder med en lille og fast ejerkreds. Der er dog ikke noget lovkrav om størrelse eller ejerkreds, og et aktieselskab kan således være mindre på enhver måde end et anpartsselskab, f.eks. have mindre omsætning, eller færre ansatte og ejere. Men normalt er aktieselskabet større.
Der er dog også mange ligheder mellem aktieselskaber og anpartsselskaber, bl.a. at der skal indskydes en vis kapital ved stiftelsen, nemlig kr. 400.000 for et aktieselskab og kr. 40.000 for et anpartsselskab, jf. SL § 4, stk. 2., og at indskyderne ikke hæfter for mere end deres indskud, jf. SL § 1, stk. 2. Sidstnævnte beskrives sådan, at der er begrænset hæftelse for aktionærer og anpartshavere.
Udviklingen i EU's selskabsret går i retning af at ligestille aktieselskaber med anpartsselskaber. I Danmark har lovreguleringen af disse selskaber været opdelt i hver sin lov, Aktieselskabsloven og Anpartsselskabsloven, siden anpartsselskabet blev indført i dansk ret i 1973. Men ved en reform i 2009 tog man konsekvensen af denne ligestilling og slog de to love sammen i Selskabsloven.

### Sprogbrug
Sammenlægningen af de to love om aktieselskaber og anpartsselskaber medførte dog den sproglige udfordring, at det blev nødvendigt at indføre nogle fælles begreber, der kunne omfatte de to forskellige selskabsformer. "Kapitalselskab" bruges således om aktieselskaber og anpartsselskaber. Et kapitalselskab er enten et aktieselskab eller et anpartsselskab, og et selskab kan således ikke i sig selv bare hedde et "kapitalselskab". Det skal også fremgå af selskabets navn (firma), om det er et aktieselskab eller et anpartsselskab, hvilket normalt gøres ved at tilføje selskabsnavnet forkortelsen A/S eller ApS.
"Kapitalandel" bruges som fælles betegnelse for aktier og anparter, mens "kapitalejer" bruges som fælles betegnelse for aktionærer og anpartshavere.

## I andre lande

### Australien
Den ækvivalente type selskab til kapitalselskab i Australien er et Proprietary Limited company (Pty Ltd). Et australsk selskab med blot Limited eller Ltd efter efter navnet er et børsnoteret selskab, som eksempelvis virksomheder der kan handles på ASX. Australien har ikke nogen direkte ækvivalent til plc (public limited company).
I tilfælde af insolvens vil en aktionær i et limited company kunne hæfte for et eventuelt beløb der ikke er betalt for aktien (dette er dog normalt 0, da de fleste aktier bliver fuldt udbetalt). "Betalt" betyder i dette tilfælde det beløb som er blevet betalt til virksomheden for aktionerne ved første udstedelse, og det skal således ikke forveksles med beløb som en aktionær overfører til en anden i forbindelse med køb og salg af aktier. En aktionær har således begrænset ansvar.

### Canada
I Canada skal en person, der ønsker at registrere et kapitalselskab indsende en Articles of Incorporation til enten lokalregeringen eller den føderale regering. På dette tidspunkt skal der også vælges om "Limited" (Ltd.), "Incorporated" (Inc.) eller "Corporation" (Corp.) skal indgå i navnet.

### Nigeria
I Nigeria findes der to typer kapitalselskaber: et kapitalselskab med garanti og et kapitalselskab med aktier. Sidstnævnte kan yderligere opdeleres i Private limited company (Ltd.) og Public limited company (Plc.) I Nigeria hæfter aktionærer i kapitalselskaber kun for det beløb som de har indskudt i virksomheden. Alle nigerianske virksomheder er underlagt Companies and Allied Matters Act (CAMA) 1990 og reguleres af Corporate Affairs Commission (CAC).

### Storbritannien
Registrering af selskaber i Storbritannien gøres via Companies House, de har kontorer i London, Cardiff, Edinburgh og Belfast. Børsnoterede kapitalselskaber slutter med 'Plc.' efter navnet.
Indtil 1. oktober 2009 lå registrering af virksomheder i Nordirland under Department of Enterprise, Trade and Investment (en afdeling i lokalregeringen). Med vedtagelsen af Companies Act 2006 blev Nordirlands tidligere særskilte love ophævet, og Storbritanniens generelle regler blev indført.

### Sydafrika
I Sydafrika bruges "Proprietary Limited", forkortet "(Pty) Ltd", til kapitalselskaber. Alle sydafrikanske virksomheder bliver reguleret af the CIPC (Companies and Intellectual Property Commission).

### Zimbabwe
I Zimbabwe bruges "(Pvt) Ltd" om kapitalselskaber. Alle private selskaber er reguleret af Registrar of Companies i hovedstaden Harare.